# Hydnocarpus anthelminthica
Hydnocarpus anthelminthica är en tvåhjärtbladig växtart som beskrevs av Jean Baptiste Louis Pierre och Jean Marie Antoine de Lanessan. Hydnocarpus anthelminthica ingår i släktet Hydnocarpus och familjen Achariaceae. Inga underarter finns listade i Catalogue of Life.